# Une Année
Une Année è il primo album in studio del gruppo femminile sudcoreano Apink, pubblicato nel 2012.

## Tracce
1. Une Année (Intro) – 0:57
2. Hush – 3:30
3. Cat (고양이; Goyangi) – 3:33
4. April 19 (4월 19일) – 4:19
5. Bubibu – 3:40
6. Step – 3:38
7. Boy – 3:04
8. I Got You – 3:19
9. Sky High (하늘 높이; Haneul Nopi) (feat. Joker) – 3:25

## Classifiche
| Classifica (2012) | Posizione massima |
| ----------------- | ----------------- |
| Corea del Sud     | 4                 |